# Bernard Dadié
Bernard Dadié   (Assinie-Mafia, 10 de gener de 1916 - Abidjan, 9 de març de 2019) va ser un prolífic novel·lista, dramaturg, poeta i ex-administrador de Costa d'Ivori. Entre molts altres càrrecs, va ocupar el càrrec de ministre de Cultura al govern de costa d'Ivori de 1977 a 1986. Fill de Gabriel Dadié, sindicalista i company del primer president ivorià Félix Houphouët-Boigny, Bernard Dadié és considerat com el pare de la literatura ivoriana.

## Biografia
Dadié va néixer a Assinie, Côte d'Ivoire, i va assistir a l'escola catòlica local a Grand Bassam i després a l'Escola William Ponty. Va treballar per al govern francès a Dakar, Senegal. En tornar a la seva pàtria el 1947, es va convertir en part del seu moviment per la independència militant en el Reagrupament Democràtic Africà. En 1949 va ser empreeonat durant setze mesos a Grand-Bassam, amb Mathieu Ekra i Jacob William per participar en manifestacions d'oposició al govern colonial francès. Va ser Cap del gebinet del Ministeri d'Educació Nacional, Director d'Assumptes Culturals, Inspector General d'Arts i Lletres, i el 1977 es va convertir en Ministre de Cultura i Informació.
En la seva escriptura, influenciada per les seves experiències del colonialisme, Dadié intenta connectar els missatges de les històries tradicionals africanes amb el món contemporani. Amb Germain Coffi Gadeau i F. J. Amon d'Aby va fundar el Cercle Culturel et Folklorique de la Côte d'Ivoire (CCFCI) en 1953.
Dadié va ser redescobert en la pel·lícula dirigida per Steven Spielberg en 1997 "Amistad" amb banda sonora del compositor estatunidenc John Williams. El text coral del poema de Dadié Sèche Tes Pleurs (eixuga els teus plors), traduït al mende, fou usat per la cançó Dry Your Tears, Afrika. Publicat en 1967, aquest poema se centra en el retorn a l'Àfrica dels fills de la diàspora causada per l'esclavatge.
Dadié és germà de la política Hortense Aka-Anghui. Va complir 100 anys en 2016. Al llarg dels anys, s'ha distanciat del PDCI-RDA, i manté una simpatia per l'antic oponent d'Houphouet, Laurent Gbagbo. El 16 de juny de 2016, va llançar una petició per al seu alliberament, detingut l'11 d'abril de 2011 durant la crisi postelectoral i transferida a la Cort Penal Internacional on s'està sent jutjat actualment.

## Premis
En 1965 va guanyar el Gran Premi Literari de l'Àfrica Negra per Patron de New York, i el premi UNESCO/UNAM en 2016 per la seva acció en favor de la cultura africana. El Grand Prix des Mécènes de 2016 dels Gran Premi de les Associacions Literàries a Yaoundé, Cameroun, en homenatge a la seva obra.

## Obres
- Afrique debout (1950)
- Légendes africaines (1954)
- Le pagne noir (1955)
- La ronde des jours (1956)
- Climbié (1956)
- Un Nègre à Paris (1959)
- Patron de New York (1964)
- Hommes de tous les continents (1967)
- La ville où nul ne meurt (1969)
- Monsieur Thôgô-Gnini (1970)
- Les voix dans le vent (1970)
- Béatrice du Congo (1970)
- Îles de tempête (1973)
- Papassidi maître-escroc (1975)
- Mhoi cheul (1979)
- Opinions d'un nègre (1979)
- Les belles histoires de Kacou Ananzè
- Commandant Taureault et ses nègres (1980)
- Les jambes du fils de Dieu (1980)
- Carnets de prison (1981) –
- Les contes de Koutou-as-Samala (1982)